# Chimie des systèmes
La chimie des systèmes est la science de l'étude des réseaux de molécules en interaction, visant à créer de nouvelles fonctions à partir d'une bibliothèque de molécules avec différents niveaux hiérarchiques et propriétés émergentes,.
La chimie des systèmes est également liée à l'origine de la vie (abiogenèse).

## Relations avec la biologie des systèmes
La chimie des systèmes est une sous-discipline relativement jeune de la chimie, où l'accent n'est pas mis sur les composants chimiques individuels, mais plutôt sur le réseau global de molécules en interaction et sur leurs propriétés émergentes. Elle combine ainsi les connaissances classiques de la chimie (structure, réactions et interactions des molécules) avec une approche systémique inspirée de la biologie des  systèmes et de la science des systèmes.

## Exemples
La chimie combinatoire dynamique a été utilisée comme méthode pour développer des ligands pour des biomolécules et des récepteurs pour de petites molécules.
Les ligands qui peuvent reconnaître des biomolécules sont identifiés en préparant des bibliothèques de ligands potentiels en présence d'une bio-macromolécule cible. Ceci est pertinent pour une application en tant que biocapteurs pour une surveillance rapide des déséquilibres et des maladies et des agents thérapeutiques.
Les composants individuels de certains systèmes chimiques s'auto-assemblent pour former des récepteurs complémentaires à la molécule cible. En principe, les membres préférés de la bibliothèque seront sélectionnés et amplifiés en fonction des interactions les plus fortes entre le modèle et les produits.

## Réseaux moléculaires et équilibre
Il existe une différence fondamentale entre la chimie telle qu'elle est effectuée dans la plupart des laboratoires et la chimie telle qu'elle se produit dans la vie. Les processus de laboratoire sont principalement conçus de telle sorte que le système (fermé) descend thermodynamiquement vers le bas ; c'est-à-dire que l'état du produit est d'une énergie libre de Gibbs inférieure, produisant des molécules stables qui peuvent être isolées et stockées. Pourtant, la chimie de la vie fonctionne de manière très différente : la plupart des molécules à partir desquelles les systèmes vivants sont constitués sont retournées en continu et ne sont pas nécessairement thermodynamiquement stables. Néanmoins, les systèmes vivants peuvent être stables, mais dans un sens homéostatique. De tels systèmes homéostatiques (ouverts) sont loin de l'équilibre et sont dissipatifs : ils ont besoin d'énergie pour se maintenir. Dans les systèmes contrôlés par dissipation, l'apport continu d'énergie permet une transition continue entre différents états supramoléculaires, où des systèmes aux propriétés inattendues peuvent être découverts. L'un des grands défis de la chimie des systèmes est de dévoiler des réseaux de réactions complexes, où les molécules consomment continuellement de l'énergie pour effectuer des fonctions spécifiques.

## Histoire
Alors que les réactions multicomposants sont étudiées depuis des siècles[Depuis quand ?], l'idée d'analyser délibérément les mélanges et les réseaux de réaction est plus récente. La première mention de la chimie des systèmes comme domaine date de 2005,. Les premiers utilisateurs se sont concentrés sur la chimie prébiotique combinée à la chimie supramoléculaire, avant qu'elle ne soit généralisée à l'étude des propriétés et fonctions émergentes de tout système moléculaire complexe. Une revue de 2017 dans le domaine de la chimie des systèmes décrit l'état de l'art comme l'auto-assemblage hors équilibre, le mouvement moléculaire alimenté, les réseaux chimiques dans les compartiments et les réactions oscillantes.